# Plectris sericea
Plectris sericea är en skalbaggsart som beskrevs av Moser 1921. Plectris sericea ingår i släktet Plectris och familjen Melolonthidae. Inga underarter finns listade i Catalogue of Life.